# Unități de măsură în Egiptul Antic
Unitățile de măsură egiptene antice sunt cele folosite de dinastiile Egiptului antic înainte de încorporarea sa în Imperiul Roman și de adoptarea generală a unităților de măsură romane, grecești și bizantine. Unitățile de lungime par să fi fost inițial antropice, bazate pe diferite părți ale corpului uman, deși acestea au fost standardizate folosind tije cu coți, șuvițe de frânghie și măsuri oficiale menținute la unele temple.

După cucerirea Persiei de către Alexandru cel Mare și moartea ulterioară, garda de corp și succesorul său Ptolemeu și-a asumat controlul în Egipt, reformând parțial măsurătorile, introducând unele unități noi și nume elenizate pentru altele.

## Lungime
Unitățile egiptene de lungime sunt atestate din perioada dinastică timpurie. Deși datează din dinastia a V-a, piatra din Palermo a înregistrat nivelul râului Nil în timpul domniei faraonului dinastic timpuriu Djer, când înălțimea Nilului a fost înregistrată ca fiind de 6 coți și 1 palmă (aproximativ 3.217 m sau 10 ft 6,7 in). O diagramă din Dinastia a treia arată cum să construiți o boltă eliptică folosind măsuri simple de-a lungul unui arc. Ostraconul care descrie această diagramă a fost găsit lângă Piramida în trepte din Saqqara. O curbă este împărțită în cinci secțiuni, iar înălțimea curbei este dată în coți, palme și cifre în fiecare dintre secțiuni. 
La un moment dat, lungimile au fost standardizate prin tije de coți. Exemple au fost găsite în mormintele funcționarilor, notând lungimi până la remen. Coți regali au fost folosiți pentru măsuri de teren, cum ar fi drumuri și câmpuri. Paisprezece tije, inclusiv o tijă cu două cote, au fost descrise și comparate de Lepsius. Două exemple sunt cunoscute din mormântul din Saqqara al lui Maya, trezorierul lui Tutankhamon. Un altul a fost găsit în mormântul lui Kha (TT8) din Teba. Acești coți au aproximativ 52,5 cm (20,7 inchi) lungime și sunt împărțiți în palme și mâini: fiecare palmă este împărțită în patru degete de la stânga la dreapta, iar degetele sunt subdivizate în ro de la dreapta la stânga. Regulile sunt, de asemenea, împărțite în mâini, astfel încât, de exemplu, un picior este dat ca trei mâini și cincisprezece degete și, de asemenea, ca patru palme și șaisprezece degete.. 
Supravegherea și măsurarea itinerantă au fost efectuate folosind tije, stâlpi și frânghii înnodate. O scenă din mormântul lui Menna din Teba prezintă topografii măsurând un teren folosind o frânghie cu noduri legate la intervale regulate. Scene similare pot fi găsite în mormintele lui Amenhotep-Sesi, Khaemhat și Djeserkareseneb. Mingele de frânghie sunt, de asemenea, prezentate în statuile Regatului Nou ale oficialităților precum Senenmut, Amenemhet-Surer și Penanhor.
Unitățile de măsură în Egiptul Antic erau:

## pentru lungime
| D50 |

| D50 |

| D48 |

| D48 |

| D46 |

| D46 |

| D49 |

| D49 |

| H7 | G36 |

| H7 | G36 |

| H7 | O29 |

| H7 | O29 |

| D45 |

| D45 |

| D41 |

| D41 |

| D42 | G36 |

| D42 | G36 |

| M23 | t · n | D42 |

| M23 | t · n | D42 |

| N35 · D58 | M17 | V1 | T19 |

| N35 · D58 | M17 | V1 | T19 |

| W24 | G43 | V28 |

| W24 | G43 | V28 |

| M17 | X1 · D21 | G43 | N35B | N36 · N21 · Z1 |

| M17 | X1 · D21 | G43 | N35B | N36 · N21 · Z1 |

## pentru suprafață
| G38 |

| G38 |

| Aa2 · Y1 |

| Aa2 · Y1 |

| Y5 · N35 | M40 |

| Y5 · N35 | M40 |

| V28 | G1 | X1 | N37 | M12 |

| V28 | G1 | X1 | N37 | M12 |

| s | t | F29 | t · Z4 |

| s | t | F29 | t · Z4 |

| M12 |

| M12 |

| D41 |

| D41 |

| Z9 |

| Z9 |

## pentru volum (capacitate)
| Aa1 · r |

| Aa1 · r |

| T14 | U9 |

| T14 | U9 |

| U9 |

| U9 |

| h | n · W24 · V1 | W22 |

| h | n · W24 · V1 | W22 |

| r |

| r |

## pentru greutate
| D46 | D58 | N35 · F46 |

| D46 | D58 | N35 · F46 |

| Aa28 | X1 · S106 |

| Aa28 | X1 · S106 |

## Pentru timp
| E34 | N35 | W24 | X1 | N14 |

| E34 | N35 | W24 | X1 | N14 |

| O4 | D21 | G43 | N5 |

| O4 | D21 | G43 | N5 |

| N11 · N14 | d |

| N11 · N14 | d |

| M8 | Aa1 · t | N5 |

| M8 | Aa1 · t | N5 |

| pr · r | t · N5 |

| pr · r | t · N5 |

| S | n · n · n | N5 |

| S | n · n · n | N5 |

| M4 | X1 | Z1 |

| M4 | X1 | Z1 |

- seked (unitate de măsură pentru înclinație) de expmplu:  x = 7 shesep → 7 seked = 45°, x = 5 shesep → 5 seked = 54,46°, x = 5½ shesep → 5½ seked => 51,84°.